# Rafael Souto
Rafael Ángel Souto Castro (Montevideo, 1929. október 24. –), uruguayi válogatott labdarúgó.
Az uruguayi válogatott tagjaként részt vett az 1954-es világbajnokságon, illetve az 1953-as Dél-amerikai bajnokságon.

## Sikerei, díjai
Uruguay
- Dél-amerikai bronzérmes (1): 1953

## Külső hivatkozások
- Rafael Souto – a FIFA adatbázisában